# Uşak Sportif
Muratbey Uşak Sportif ist die Basketballabteilung des türkischen Sportvereins aus Uşak in der Ägäisregion. Die 2006 gegründete Abteilung in dem 1983 als Uşak Üniversitesi Belediyespor gegründeten Verein spielte seit Anbeginn in der zweiten türkischen Spielklasse TB2L, bevor man 2013 den Aufstieg in die höchste Spielklasse Türkiye Basketbol Ligi erreichte. Bereits ein Jahr später nahm man auch erstmals an kontinentalen Vereinswettbewerben der FIBA Europa teil.

## Geschichte
Nach dem ersten Platz in der Hauptrunde der TB2L erreichte die Mannschaft 2013 in den Play-offs um den Aufstieg die Finalserie, wobei man das Finale um die Zweitligameisterschaft knapp mit 66:71 gegen Trabzonspor verlor. Trotzdem reichte der Finaleinzug zum erstmaligen Aufstieg in die höchste Spielklasse Türkiye Basketbol Ligi, in der man in der Saison 2013/14 auf dem siebten Platz auf Anhieb die Play-offs um die türkische Meisterschaft erreichte. Hier schied man in der ersten Runde sieglos gegen den späteren Titelgewinner Fenerbahçe Ülker aus. In der folgenden Saison nahm die Mannschaft dann erstmals an einem internationalen Vereinswettbewerb teil und erreichte in der EuroChallenge 2014/15 die Runde der besten 16 Mannschaften, in der es in sechs Spielen noch zu zwei Heimsiegen unter anderem gegen den österreichischen Meister UBC Güssing Knights reichte. In der nationalen Meisterschaft rutschte man jedoch auf den 13. und viertletzten Tabellenplatz und verpasste damit eine weitere Qualifikation für einen internationalen Wettbewerb. Dies gelang jedoch unter dem neuen Namenssponsor Muratbey in der folgenden Saison 2015/16, als man sich auf dem siebten Platz erneut für die Play-offs um die Meisterschaft qualifizierte. In der ersten Runde war die Mannschaft erneut Verlierer gegen Fenerbahçe auf deren Weg zu einer weiteren Meisterschaft. Zur folgenden Saison konnte der Verein unter anderem Mark Lyons und Darryl Monroe vom israelischen Überraschungsmeister Maccabi Rischon LeZion verpflichten. Die Hauptrundenteilnahme am neu von der FIBA Europa eingerichteten Wettbewerb Basketball Champions League 2016/17 musste sich Muratbey Uşak erst über eine erfolgreiche Qualifikationsrunde sichern. Auch in die nationale Meisterschaft startete man erfolgreich mit einem Auftaktsieg über Titelverteidiger Fenerbahçe.

### Bekannte Spieler
| - / Rubén Douglas 2012 - Justin Carter 2012–14 - Miha Zupan 2013–15 - David Jelínek 2015 - Khem Birch 2015/16 - Can Korkmaz 2015/16 - Rolands Freimanis seit 2016 - Darryl Monroe seit 2016 - Mark Lyons seit 2016 - Shaquielle McKissic seit 2016 |